# Bonita, Kalifornien
Bonita är en ort (CDP) i San Diego County, i delstaten Kalifornien, USA. Enligt United States Census Bureau har orten en folkmängd på 12 538 invånare (2010) och en landarea på 12,9 km².